# Arany oroszlánmajmocska

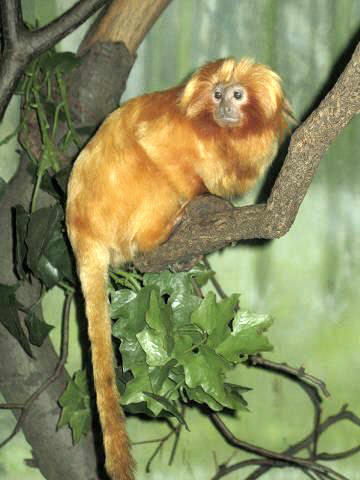

Az arany oroszlánmajmocska (Leontopithecus rosalia) az emlősök (Mammalia) osztályába a főemlősök (Primates) rendjébe és a csuklyásmajomfélék (Cebidae) családjába tartozó faj.

## Előfordulása
Brazília délkeleti részén, pontosabban egy szűk területen él Rio de Janeiro államban.
Erdőkben élő faj, a fák lombkoronájában él.

## Megjelenése
33-40 centiméter a hossza. Farka hosszabb, mint a teste. Súlya 500-700 gramm. Ez a legtermetesebb faj a családból.
Szőrzete egyöntetű aranyvörös. Jellegzetessége a fejét körülvevő sörény, amelytől valóban hasonlít valamelyest az oroszlánra.
Sötét színű arca szőrtelen és sötét színű, jól kiemeli azt az aranyszínű szőrzet.
Hangja madárszerűen trillázó, finom fütty vagy bugyogás-szerű, de mindenképpen nagyon változatos.

## Életmódja
Az arany oroszlánmajmocskák kis, legfeljebb 10 egyedből álló csoportokban élnek. Egy csoportban többnyire csak két-három felnőtt egyed van, a többiek fiatal állatok. Egy-egy csoport territóriuma nagyjából 60 hektár körül mozog.
Nagyon aktív állatok. Néhány órás alvástól eltekintve egész nap tevékenyen mozognak, és idejük nagy részét táplálékszerzéssel, társaikkal való játékkal, veszekedéssel töltik.
A csoportok az éjszakát a sűrű bozótban vagy egy fa odvában töltik, a nap legnagyobb részében pedig egyik gyümölcstermő fáról vándorolnak a másikra. A karmosmajmok többségéhez hasonlóan főként a magasabb fákon mozog. Kis mérete miatt ki tud mászni a vékonyabb ágakra is.
Többnyire a talaj fölött 5-10 méteres magasságban tartózkodik, és a sűrű növénytakarójú területeket kedveli, főleg az olyanokat, ahol nagy számban fordulnak elő broméliák.
Rovarokat, pókokat, gyümölcsöt, madártojásokat és fanedvet is fogyaszt. Hosszú, keskeny karjaival kutatja át az üregeket és a fák más búvóhelyeit rovarok után.

## Szaporodása
Mint minden tamarinnál, ennél a fajnál is kizárólag a domináns nősténynek van joga párosodni.
A 145 napos vemhesség után általában két kölyköt hoz világra a nőstény.
A kicsiket mindig a domináns hím egyed hordozza magával és csak a szoptatási időszakban adja át az anyaállatnak a kölyköket. A kicsik két-három hónapig szopnak és 16-20 hónapos korukra lesznek ivarérettek. Várható élettartama vadon 10 év körül van, fogságban akár 16 évig is élhet.

## Természetvédelmi helyzete

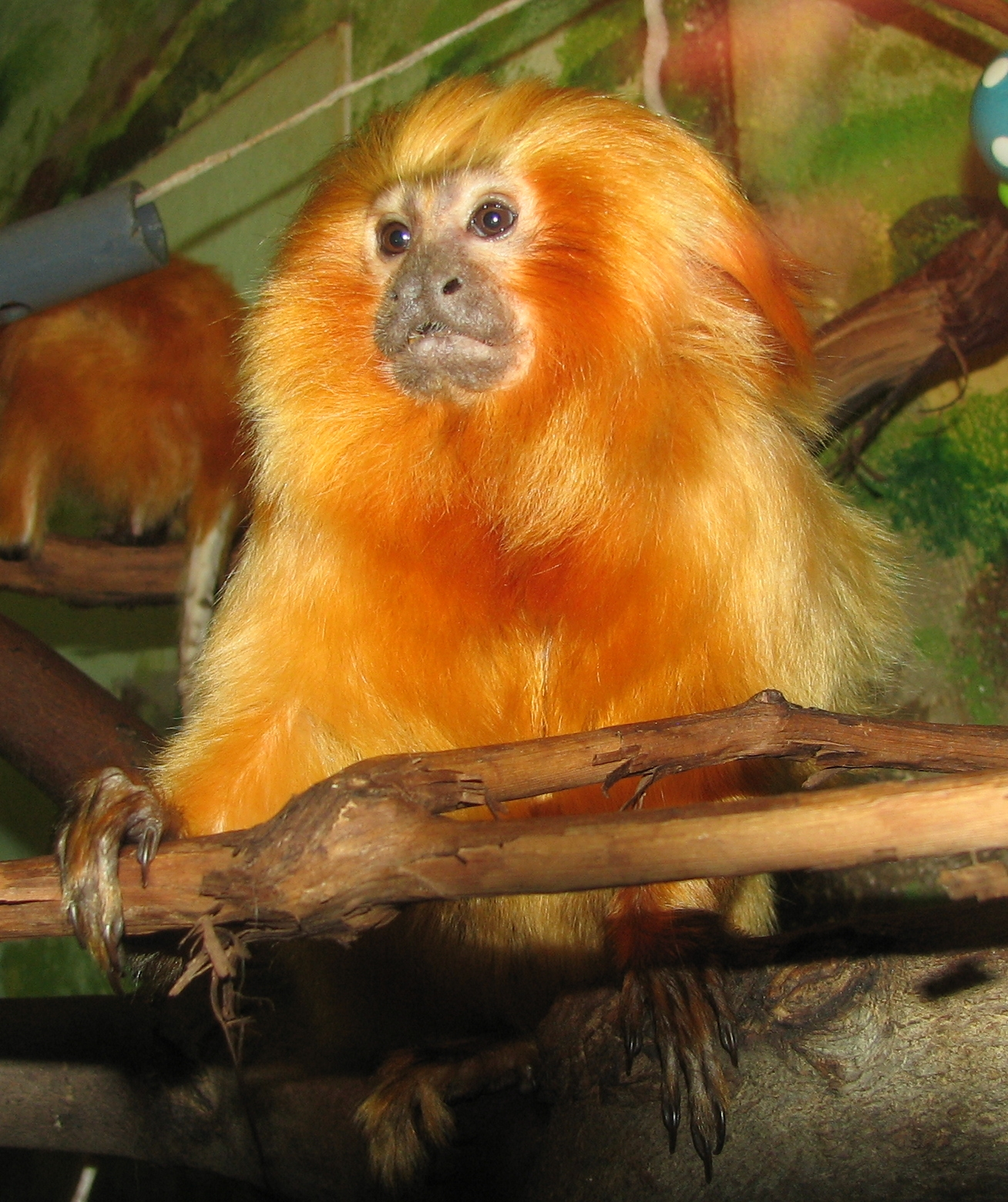

Mint minden oroszlánmajmocska, az arany oroszlánmajmocska is veszélyeztetett fajnak számít. Elterjedési területét, a délkelet-brazíliai esőerdőket már nagyon régóta és nagyon nagy ütemben irtják.
Az európai bevándorlók elsőként az otthonokul szolgáló délkelet-brazíliai földterületeket hódították meg. A part menti erdők nagy részét kiirtották, az eredeti esőerdőnek mindössze 2%-a maradt meg az oroszlánmajmok számára. Az erdők eltűnése váltotta ki azt, hogy végül nemzetközi intézkedéseket foganatosítottak a védelmükre. Az állatokra már a 17. században vadásztak, mivel az oroszlánmajmok kedvelt állatkerti és hobbiállatnak számítottak. Az oroszlánmajmok befogását és exportálását nem korlátozták egészen 1960-ig. Csupán 1972-ben sikerült felhívni a világ figyelmét az arany oroszlánmajmocska veszélyeztetettségére. A vadon élő egyedek száma folyamatosan csökkent, a fogságban tartott egyedek tenyésztési sikerei pedig elmaradtak. Végül 1973-ban létrehoztak egy tenyésztői törzskönyvet, amelynek segítségével nemzetközi együttműködés keretében egészséges populációt lehetett kialakítani a fogságban élő állatokból. Ezzel párhuzamosan kísérletek folynak a majmok élőhelyének fenntartására is: 1974-ben létrehozták az 50 ezer km² területű Poco-des-Antas Rezervátumot, és 1983-ban megkezdték a fogságban született egyedek kitelepítését erre a helyre. A 71 kihelyezett állat közül 1990-ben még 27 élt ebben a régióban, és 21 ott született utódjuk is ismert volt. Minthogy egy nagy erdőtűz következtében az erdei élőhely 40%-a elpusztult, a kihelyezett állatok közül néhány más régióba vándorolt át. Időközben az oroszlánmajmok életben tartása presztízskérdéssé vált. Nagybirtokosok bocsátják rendelkezésre saját területüket, hogy imázsukat javítsák egy kihalástól fenyegetett faj megmentésében nyújtott tevékenységük révén.
Az arany oroszlánmajmocska az első karmosmajomfaj, amelynél fajmentési és később visszavadítási programot indítottak megmentésük érdekében. Jelenleg mintegy 1000 egyedre becsülik a szabadban élő összegyedszámukat, ennek egyharmada fogságból származó és később visszavadított egyed. Ezen kívül még mintegy 500 példányuk él világszerte állatkertekben. Ezek az egyedek vesznek részt továbbra is a fajmentő programban.
Bár a „súlyosan veszélyeztetett” kategóriából a sikeres fajvisszatelepítés miatt át lehetett sorolni a „veszélyeztetett” kategóriába, sorsa még így sincs biztonságban. Továbbra is szükség van élőhelye aktív védelmére.
Fogságban közepesen gyakori fajnak számít, jelenleg ismert összes egyede részt vesz a fajmentő programban.
Jelenleg Magyarországon két helyütt tartják, a Budapesti Állatkertben és a Szegedi Vadasparkban. Mindkét helyütt egy-egy tenyészpár él.

## Képek

Arany oroszlánmajmocska a bristoli állatkertben
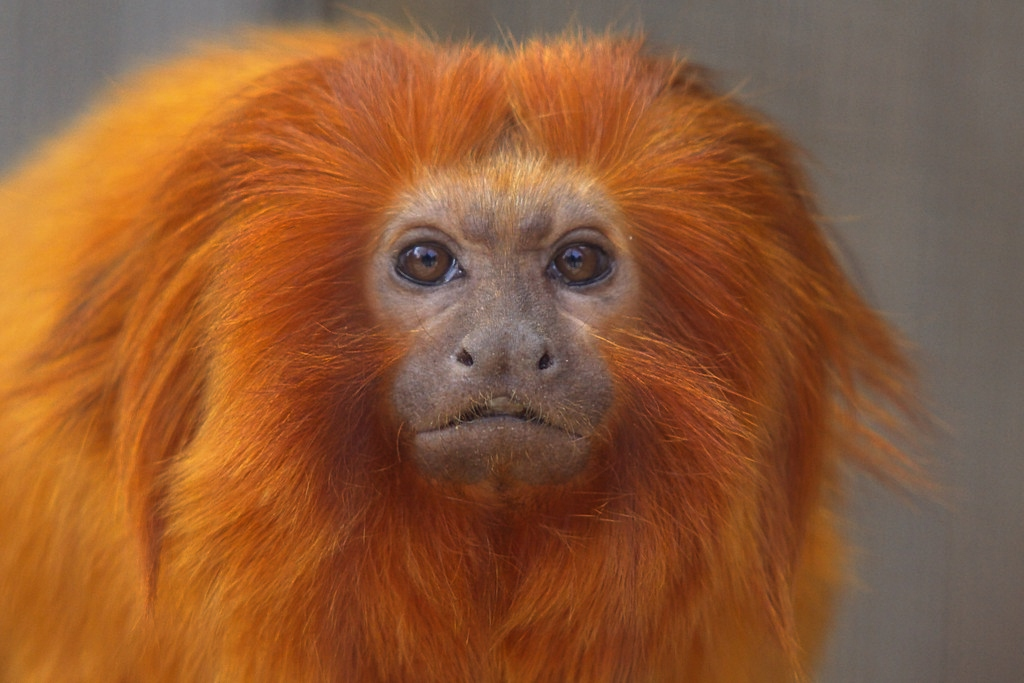
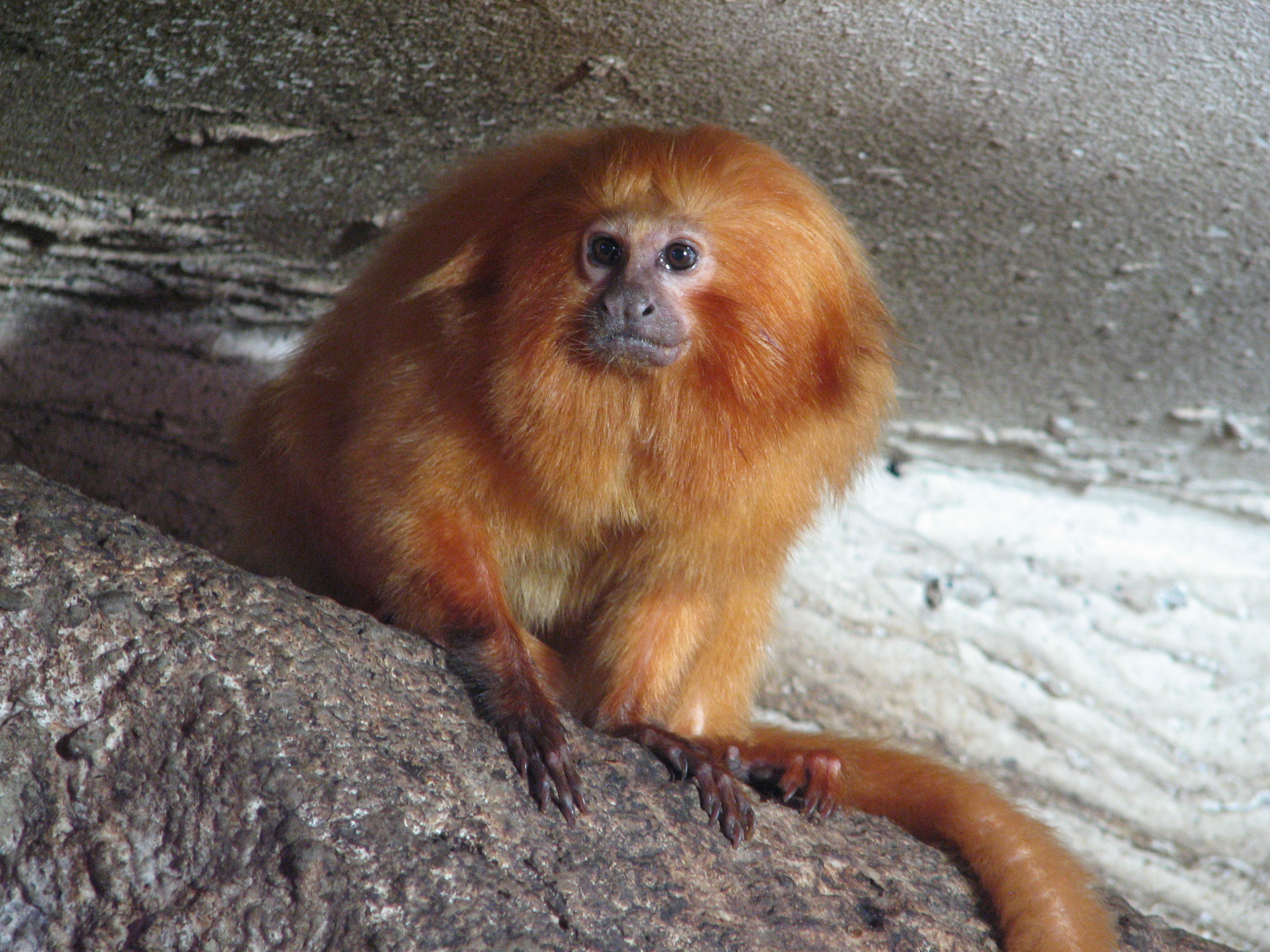
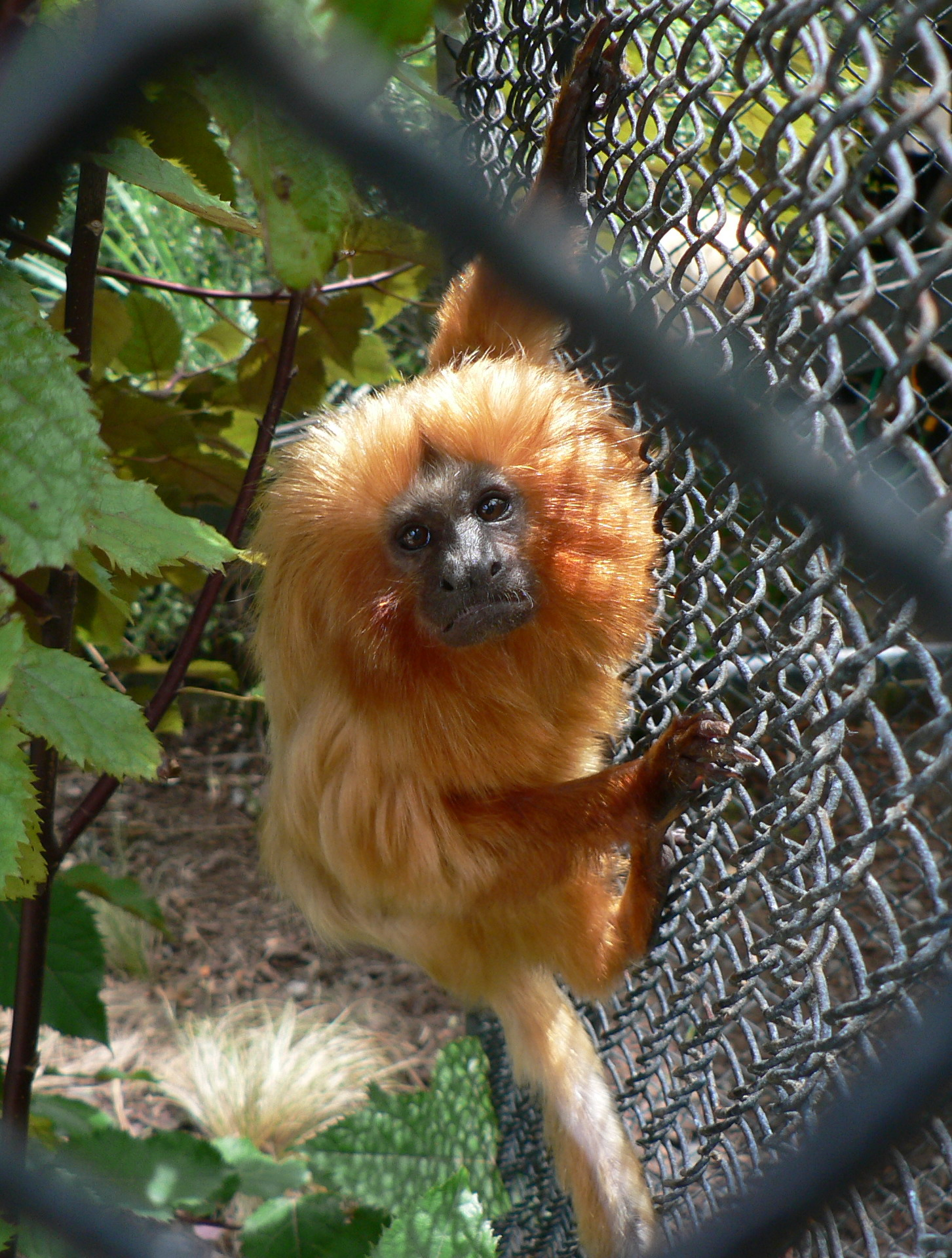
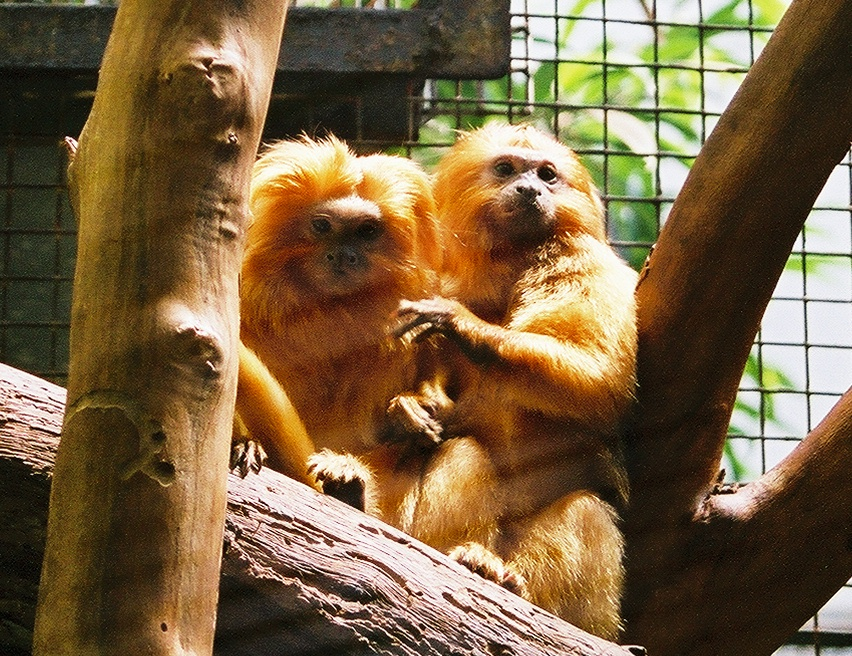
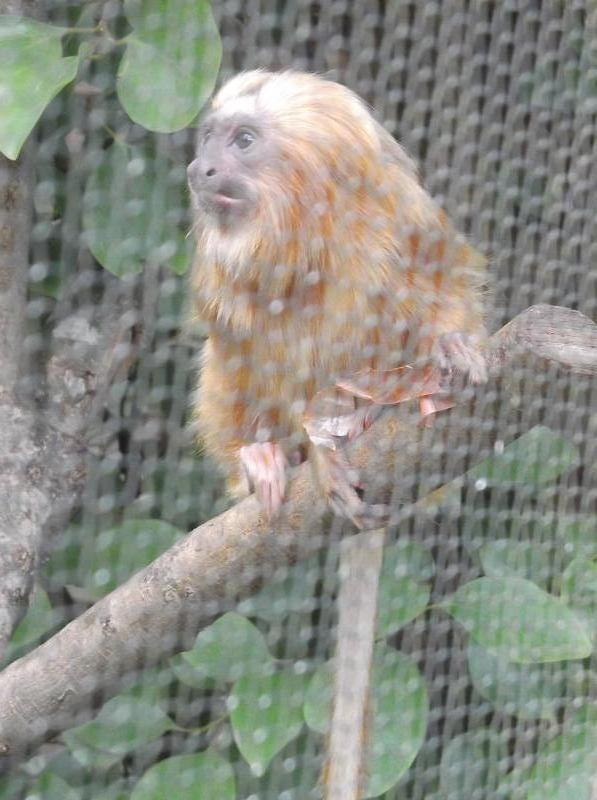
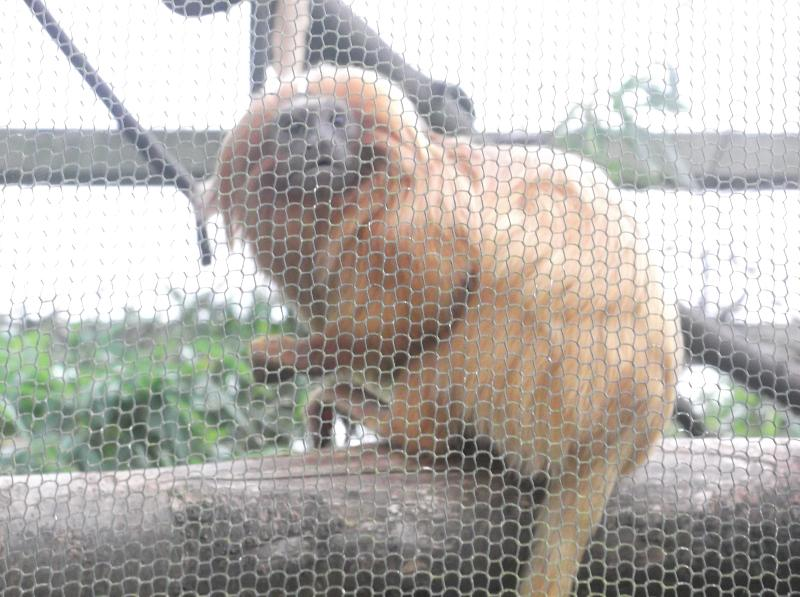
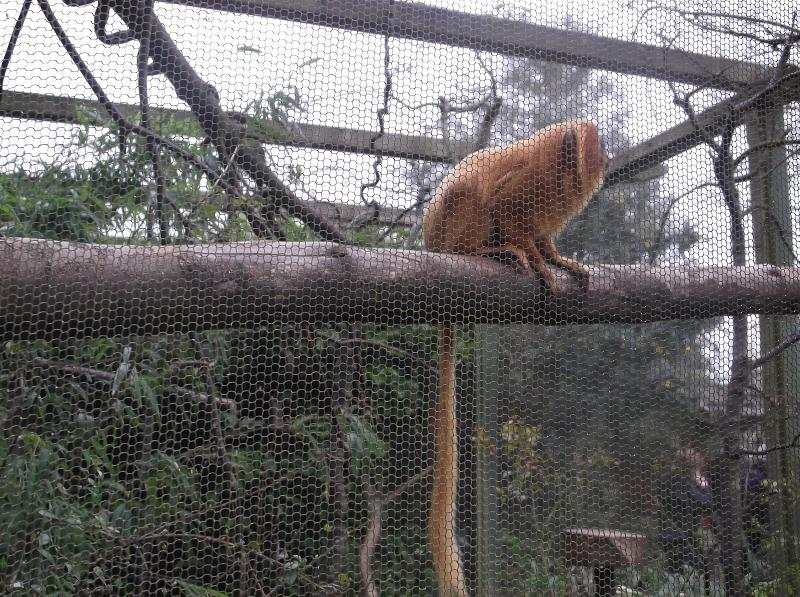